# Legge razziale sammarinese
Nel diritto sammarinese, con la locuzione legge razziale sammarinese si intende la legge 17 settembre 1942 n.33, della Repubblica di San Marino "contenente provvedimenti in materia matrimoniale e in difesa della razza"; la legge fu abrogata con decreto del 12 agosto 1946 n.44.

## Origini e contesto
All'origine della legge, alcuni autori come Acerbi identificano un caso scatenante consistente in un matrimonio "misto" in cui uno dei coniugi era cittadino italiano, e suggeriscono la probabilità che ne fossero seguite sollecitazioni di parte italiana.

## Contenuti
La norma, composta di soli 7 articoli, esplicitamente richiamava il R.D.L. italiano del 17 novembre 1938, n. 1728, noto come la prima delle cosiddette leggi razziali fasciste e, in coerenza con quello, poneva limitazioni alla facoltà di contrarre matrimonio in presenza di fattori legati alla razza degli sposi e alle rispettive nazionalità. Lo stretto rapporto fra la legislazione italiana e quella sammarinese era stato rinsaldato nel 1939 dalla convenzione tra i due stati.

### Testo
1. Il matrimonio tra cittadino sammarinese di razza ariana con persone appartenenti ad altra razza è proibito.
2. Il matrimonio con persona di nazionalità straniera o con apolide non nato a San Marino o non residente da oltre dieci anni è subordinato all'approvazione dei Capitani reggenti a cui può essere aggiunto anche il parere del Consiglio dei XII; la trasgressione è punita con prigionia di tre mesi e multa fino a lire diecimila.
3. I cittadini italiani non sono considerati stranieri e quindi non viene applicato l'art. 2.
4. È vietato contrarre matrimonio ai cittadini italiani in violazione del R.D.L. 17 novembre 1938, n. 1728 "Provvedimenti per la razza italiana".
5. Non può essere trascritto in Repubblica il matrimonio celebrato da un cittadino italiano con quello di un'altra razza e se sarà trascritto sarà revocato dal Commissario della Legge sentito il parere del Procuratore del Fisco. L'ufficiale di stato civile che ha trascritto l'articolo deve denunciare il matrimonio di cittadino italiano con straniero alle autorità competenti.
6. Le autorità giudiziarie competenti non prenderanno in esame azioni per annullamento o per nullità di matrimonio contratto all'estero da cittadini non sammarinesi, se non quando, oltre alle condizioni volute dalle disposizioni statutarie, ricorra anche quella di un soggiorno su questo territorio di almeno sei mesi.
7. La legge entrerà in vigore a 15 giorni dalla pubblicazione[5] e i suoi effetti saranno in vigore fino a quando non sarà abrogata.

## Effetti della legge
La promulgazione di questa legge successivamente portò lo stato di Israele a considerare San Marino uno stato collaborazionista.
Per contro, da parte sammarinese, si è rivendicato un ampio tacito asilo concesso agli ebrei durante la loro persecuzione in Italia e vi sono anche pubblicazioni che documentano una casistica in questo senso.
L'abrogazione della legge si trova all'interno di un provvedimento che "defascistizzava" la Repubblica abolendo la ricorrenza della marcia su Roma (28 ottobre) e l'anniversario della fondazione dei Fasci sammarinesi, revocando onorificenze e medaglie per meriti fascisti (imponendo la schedatura degli insigniti) e il titolo di conte "al sig. Giuliano Gozi fu Gemino", uno dei massimi esponenti del fascismo locale.